# Amore di padre
Amore di padre è un mito dei Bantu nord-orientali che vuole definire l'origine e il senso della morte. Quindi si tratta di una storia sacra trasmessa per via orale utile anche per rinsaldare e unificare la comunità. Il mito ha la funzione primaria di descrivere come andarono i fatti all'origine della vita, quando da un caos primordiale si diffuse la vita e la morte degli esseri viventi.

## Trama
Il mito narra le vicende di un padre molto povero, che ha avuto tanti figli ma li ha persi tutti. Adirato contro il Dio Sole (Irùva), decide di armarsi di arco e freccia e di ucciderlo proprio nel luogo in cui il Sole sorge. Giunta ad una pianura ascolta una moltitudine di voci appartenenti a persone risplendenti come il fuoco che guidano il corteo del Dio Sole. Queste persone riconoscono l'odore di un umano e scoperto l'uomo lo portano al cospetto del re che conosce già in anticipo le intenzioni malvagie del povero padre. Durante il dialogo instaurato tra i due, il Dio Sole mostra al padre i figli morti che sono quasi irriconoscibili per lo splendore e la bellezza posseduti. Il Dio Sole vorrebbe restituirli al padre, che però umilmente li rifiuta lasciandoli alla magnificenza del re. Nell'ascoltare questi saggi propositi, il re ricompensa il povero padre promettendogli tanti figli sani e belli oltre ad una lieta sorpresa che avrebbe trovato sulla via del ritorno, ossia una buona quantità di zanne che rendono ricco il saggio padre.